# Явор Пенчев
Явор Пенчев е заместник-министър на здравеопазването и председател на Надзорния съвет на НЗОК.
Пенчев е възпитаник на Софийския университет „Свети Климент Охридски“ – София, където завършва „Право“. Съосновател и управляващ партньор в адвокатска кантора „Пенчев, Колеолов и партньори“, с над 18 години опит в адвокатската професия. Специализира в търговско, облигационно и административно право, като натрупва богат опит в съдебни спорове.
Дългогодишен консултант на български и чуждестранни компании, инвестиращи в различни сектори на българската икономика. Отлично познава правната рамка за обществени поръчки и механизмите за тяхното възлагане.
През декември 2021 г. заема поста заместник-министър на регионалното развитие и благоустройството, който изпълнява до юни 2022 г. След това работи като съветник на вицепремиера и министър на регионалното развитие и благоустройството до август 2022 г.
От февруари 2025 г. е заместник-министър на здравеопазването. Председател на Надзорния съвет на НЗОК. Надзорният съвет на НЗОК е съставен от девет членове и изпълнява контролни функции. Той отговаря за одобряването на годишния бюджет на Касата и последващия финансов отчет, както и за надзора върху оперативната дейност на управителя при изпълнението на бюджета. Освен това, съветът осъществява контрол върху работата на директорите на районните здравноосигурителни каси (РЗОК).